# Potštejn (zámek)

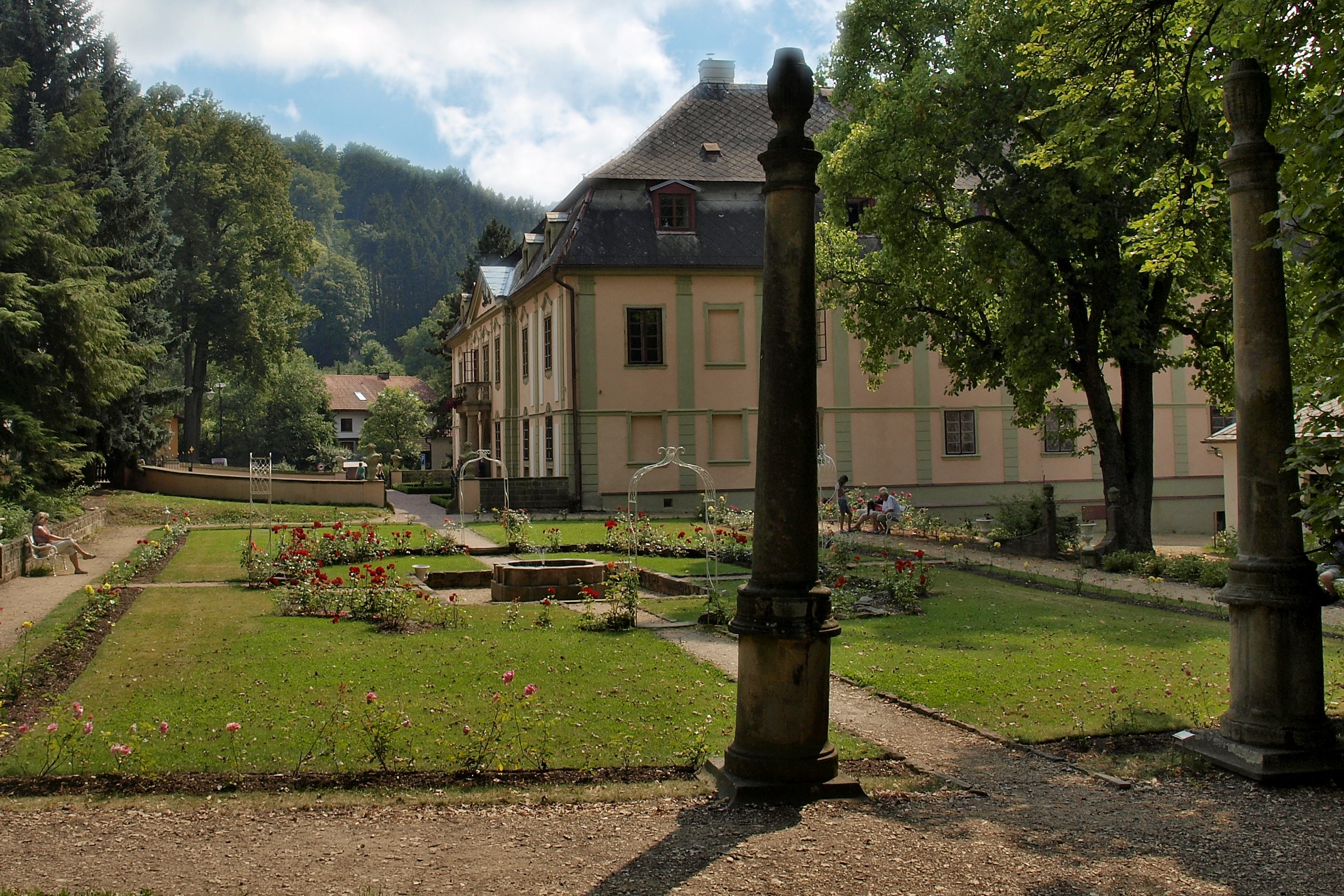
Zámek Potštejn pohled z růžové zahrady

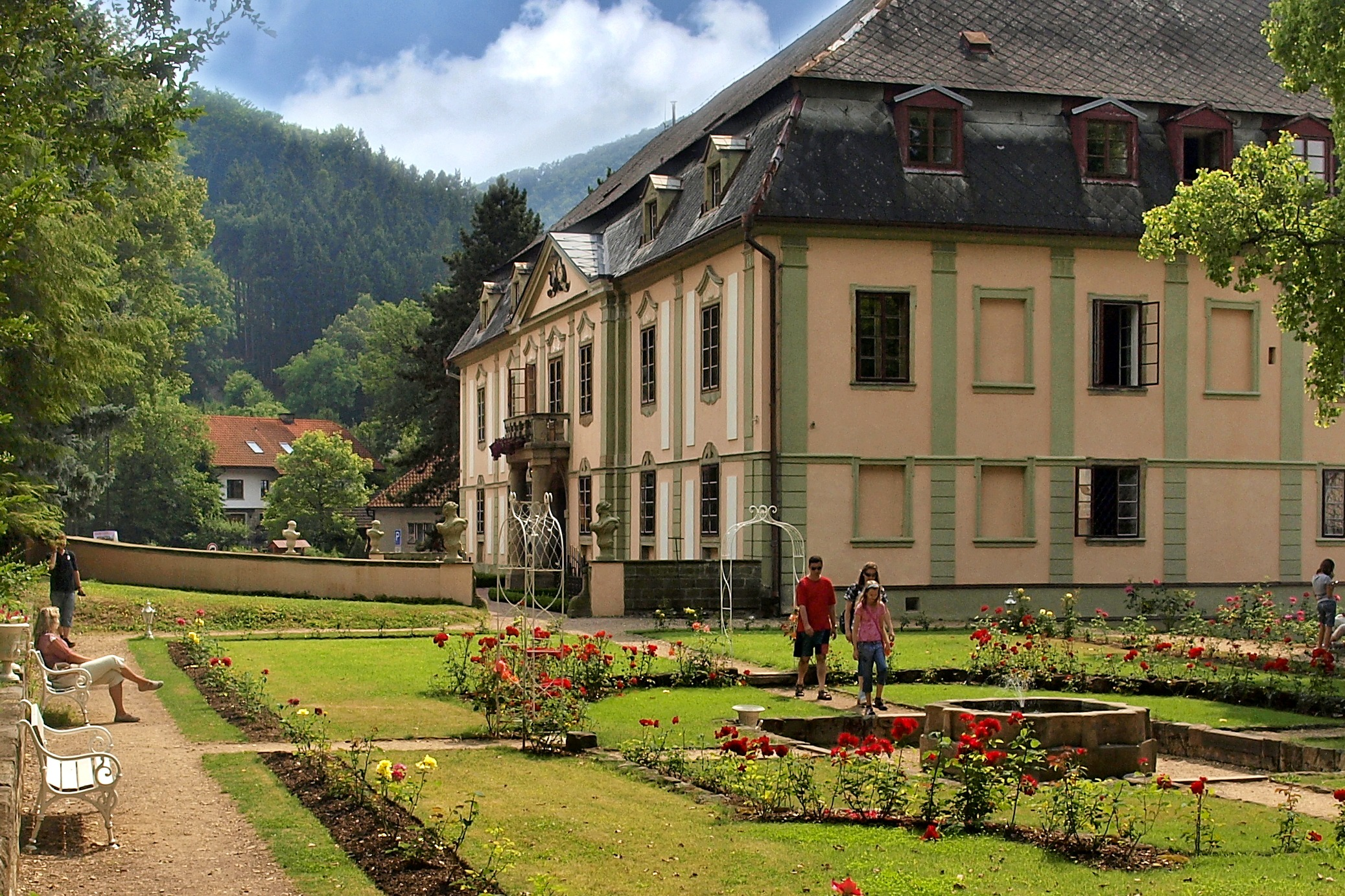
Zámek Potštejn - zahrada růží

Zámek Potštejn se nachází ve stejnojmenné obci nedaleko Vamberka ve východních Čechách.

## Historie
Vznik zámku v Potštejně je spojen s rokem 1746, kdy panství Potštejn získal hrabě Jan Ludvík Harbuval Chamaré. Veškeré starší zmínky o potštejnském „zámku“ v době 16. a 17. století se týkají hradu Potštejna, kdy bylo takové označení panského sídla, majícího z dnešního pohledu charakter hradu, běžné.
Jan Ludvík na místě starší zástavby, panského poplužního dvora a zřejmě i další správní budovy, vystavěl jednopatrový barokní zámek s vysokou mansardovou střechou. Využití komplexu starších budov (z původní dispozice hospodářských staveb zůstal dochován pouze bývalý pivovar na západ od zámku) vedlo ke vzniku uzavřené čtyřkřídlé stavby s přízemními nádvorními arkádami, která byla ve své době v zámecké architektuře již archaismem.
Vstupní část zámku (východní část) je tvořena středním trojosým rizalitem vyvrcholeným tympanonem s aliančním erbem Jana Ludvíka, jeho manželky Anny Barbary ze Sannigů a letopočtem 1749. Především na východní průčelí se také soustředila výzdoba zevnějšku, kterou doplnil sloupový vestibul ve vstupním průjezdu. Hlavní stavební práce na zámku byly ukončeny v roce 1757, kdy měl být na místě bývalé sýpky dobudován převýšený hlavní sál. Autorem původní stavby a návrhu zámku byl architekt Josef Jäger. V letech 1771–1772 byly prováděny úpravy okolí zámku, zahrady a parku. Na stavbu obvodové zdi parku bylo použito kamenů ze zříceniny hradu Velešova.
Po smrti Jana Ludvíka v roce 1765 se stal dalším majitelem zámku Jan Antonín Harbuval Chamaré a po něm od roku 1808 opět jeho syn, Jan Antonín, který zemřel v roce 1849 jako poslední mužský člen potštejnské větve rodu. Sňatkem s Alžbětou, dcerou Jana Antonína, přešel zámek s panstvím do držení Prokopa Jana Dobřenského z Dobřenic. Tomuto rodu byl zámek na základě Benešových dekretů v roce 1945 zkonfiskován. V letech 1945 a 1946 si sídlo pronajalo britské velvyslanectví.
Po volbách v r. 1948, přešel zámek pod správu Revolučního odborového hnutí, které jej využívalo jako školící středisko. V následujícím období došlo vlivem účelových úprav k devastaci objektu, za své vzaly zejména mnohé prvky interiéru a převážná část mobiliáře zámku. K nejcitelnějším stavebním zásahům patřilo zazdění severních arkád v nádvoří, zbořena byla hospodářská budova v jižní části zámecké zahrady. Zanikly také některé z desek s erby majitelů hradu, které sem byly přemístěny koncem 19. století. Po roce 1989 zámek přešel do soukromých rukou, několikrát změnil majitele a docházelo k dalšímu chátrání objektu.

## Popis
Čtyřkřídlá jednopatrová stavba s mansardovou střechou kolem čtvercového nádvoří, nádvoří s pilířovými arkádami. Přední křídlo s průčelím členěným lizénami, uprostřed rizalit s portálem a balkónem, rizalit vrcholí trojúhelníkovým tympanonem se znaky stavebníka a jeho manželky. V předním křídle nad průjezdem je slavnostní sál s mramorovými pilastry. V jižní fasádě půlválcový výstupek s kaplí Nejsvětější Trojice s rokokovým zařízením. 

## Současnost
V roce 2004 poničený zámek získali manželé Nováčkovi, kteří jej postupně renovovali. Došlo k úpravám vnitřních prostor a okolí zámku, revitalizován byl i zámecký park, kde se odbornými radami podílel Dr. Větvička. Objekt byl zpřístupněn veřejnosti v roce 2006. V tomto roce byly zpřístupněny 3 místnosti. Do roku 2010 bylo zrekonstruováno dalších 11 místností a zámecká kaple. Rekonstrukce probíhala dle fotografií a popisu místností, které Nováčkovi získali od poslední zde žijící hraběnky Evženie Klotildy (Génildy) hraběnky Kinské (*1925 †2023) provdané Dobrzenské z Dobrzenicz.
Část sklepení byla upravena jako strašidelný Bubákov, kde se odehrává příběh loupeživého rytíře Mikuláše z Potštejna.
V roce 2010 byl otevřen zámecký park v anglickém stylu, na který navazuje Růžová zahrada. Návštěvníkům se nabízí klasické prohlídky zámeckých interiérů, v přízemí je umístěna výstavní galerie a zámecká cukrárna.
Majitelé zámku po většinu roku pořádali až do konce roku 2020 doprovodné akce různého charakteru. Byly zde dva ročníky zámeckých slavností, uskutečnilo se zde několik ročníků kulinářských slavností, loutkařské minifestivaly a několik ročníků hraných nočních prohlídek motivovaných lidskými neřestmi a v době před Vánocemi se zde odehrával Betlemský příběh, který zejména dětem, vysvětloval vznik a tradice Vánoc. Na konci dubna se odehrával příběh mladé, lehkovážné čarodějnice, která aby byla připuštěna na sabat, musela projít cestou poznání. Také se zde odehrával po dva roky příběh, kde na zámku tančí Ludvík XIV.
Paní Nováčková obnovila od roku 2011 tradici Pátečních salonů (kterou zde zavedla počátkem 20. stolení hraběnka Marie von Wenckheim (*1889 †1970)). Byla to setkání s různými zajímavými lidmi z různých oblastí života - historici, sportovci, umělci, lékaři, ředitelka ZOO, cestovatelé a podobně.
V neděli 24. června 2012 se také na zámku Potštejn sešli k uctění svých předků i potomci šlechtických rodů - signatářů šlechtických deklarací.
Díky všem těmto aktivitám se zámek stal přirozeným kulturním centrem obce.